# Городок (Пінезький район)
Городок (рос. Городок) — присілок в Пінезькому районі Архангельської області Російської Федерації.
Населення становить 2 особи. Входить до складу муніципального утворення Пиринемське муніципальне утворення.

## Історія
Від 1937 року належить до Архангельської області.
Орган місцевого самоврядування від 2004 року — Пиринемське муніципальне утворення.

## Населення
| 2002 | 2010 | 2012 |
| ---- | ---- | ---- |
| 8    | ↘1   | ↗2   |